# Arensch
Arensch ist ein Ortsteil des Cuxhavener Stadtteiles Berensch-Arensch in Niedersachsen.

## Geschichte
Die Gemeinden Arensch, Berensch, Cuxhaven, Döse, Duhnen, Groden, Gudendorf, Holte, Insel Neuwerk, Oxstedt, Ritzebüttel, Sahlenburg, Spangen, Stickenbüttel, Süder- und Westerwisch gehörten bis 1864 dem hamburgischen Amt Ritzebüttel und danach der Landherrenschaft Ritzebüttel an. 1926 gingen die Gemeinden Arensch, Berensch, Duhnen, Groden, Gudendorf, Holte, Insel Neuwerk, Oxstedt, Sahlenburg, Spangen, Stickenbüttel, Süder- und Westerwisch in der Landherrenschaft Hamburg auf. Mit dem Groß-Hamburg-Gesetz vom 1. April 1937 gingen die Gemeinden Arensch, Berensch, Gudendorf, Oxstedt, Sahlenburg, Holte und Spangen an den Landkreis Land Hadeln, Regierungsbezirk Stade der preußischen Provinz Hannover.
In der Nähe von Arensch wurden zwischen 1945 und 1964 diverse Raketenversuche durchgeführt. So starteten die A4-Raketen der Operation Backfire im Oktober 1945 von einer im Wernerwald zwischen Arensch und Sahlenburg errichteten Startstelle, von der noch einige Bunkerreste und eine Bodenmulde übrig geblieben sind. Von 1957 bis 1964 starteten die Hermann-Oberth-Gesellschaft und einige andere Experimentatoren in der Nähe des nordwestlich von Arensch gelegenen Bauhofs und im Wattenvorland zahlreiche Raketen mit Gipfelhöhen von bis zu 50 Kilometern. Weitere Raketenversuche, bei denen Gipfelhöhen von bis zu über 100 Kilometern erreicht wurden, führte die Berthold Seliger Forschungs- und Entwicklungsgesellschaft mbH in der Nähe von Berensch durch.

## Politik

### Stadtrat und Bürgermeister
Der Ort Berensch-Arensch wird vom Cuxhavener Stadtrat vertreten.

### Ortsvorsteher
Der Ortsvorsteher von Berensch-Arensch ist Reinhard Hasenkampf (parteilos).